# Живий щит
Живий щит — військово-політичний термін, що описує навмисне розміщення цивільних осіб у військових будівлях або навколо них для стримування противника від нападу на ці цілі. Цей термін також вживається щодо використання цивільних осіб (в буквальному сенсі) військовими під час нападів, змушуючи цивільних осіб іти перед солдатами.
Використання такої технології, є незаконним для держав, які є учасниками першої, другої, третьої і четвертої Женевських конвенцій. 
Використання цивільних осіб та інших підзахисних осіб в
якості «живих щитів» (ст. 23(1) ЖК III; ст. 28 ЖК IV; ст. 51(7) ДП I);
норма 97 Звичаєвого МГП)